# Katedra św. Klemensa w Pradze
Katedra świętego Klemensa (czes. Katedrála svatého Klimenta) – katedra egzarchatu apostolskiego Republiki Czeskiej Kościoła katolickiego obrządku bizantyjsko-rusińskiego. Znajduje się na terenie Clementinum - budynku dawnego kolegium jezuickiego na praskim Starym Mieście.
Jest to budowla składająca się z jednej nawy i została zaprojektowana zapewne przez Františka Maxmiliana Kaňkę. Została wybudowana na początku XVIII wieku na miejscu dawniejszego kościoła pod tym samym wezwaniem. Wygląd zewnętrzny świątyni jest bardzo skromny, natomiast wewnątrz znajduje się barokowe wyposażenie: sześć bocznych ołtarzy, ambona, konfesjonał i chór ozdobione rzeźbami wykonanymi w pracowni Matthiasa Bernarda Brauna. Obrazy patronów czeskich namalował Ignác Raab. Obraz św. Leonarda znajdujący się w ołtarz głównym jest dziełem Petra Brandla. Przed prezbiterium jest umieszczony współczesny ikonostas (kościół należy do grekokatolików).